# 鹿児島県の灯台一覧
鹿児島県の灯台一覧（かごしまけんのとうだいいちらん）は、鹿児島県にある灯台及び、照射灯、灯標などの光波標識をまとめた一覧である。

## 灯台
- オネン埼灯台 鹿児島県大島郡瀬戸内町（オネン埼）
- シツル埼灯台 鹿児島県大島郡喜界町喜界島（シツル埼）
- トンビ埼灯台 鹿児島県大島郡喜界町（トンビ埼）
- メガ埼灯台 鹿児島県熊毛郡屋久島町口永良部島（メガ埼）
- ヤクニヤ埼灯台 鹿児島県大島郡知名町（ヤクニヤ埼）
- 阿久根港倉津埼灯台 鹿児島県阿久根市（倉津埼）
- 悪石島灯台 鹿児島県鹿児島郡十島村（悪石島）
- 一湊灯台 鹿児島県熊毛郡屋久島町（矢筈埼三角点の南南西方約520メートル）
- 宇治家島灯台 鹿児島県南さつま市（宇治群島家島）
- 宇治島灯台 鹿児島県南さつま市（宇治群島宇治島）
- 円埼灯台 鹿児島県薩摩川内市（円埼）
- 奄美瀬戸埼灯台 鹿児島県大島郡瀬戸内町（瀬戸埼）
- 屋久島早埼灯台 鹿児島県熊毛郡屋久島町（屋久島早埼）
- 屋久島灯台 鹿児島県熊毛郡屋久島町（屋久島永田）
- 加計呂麻島瀬相乙埼灯台 鹿児島県大島郡瀬戸内町（加計呂麻島瀬相乙埼）
- 火埼灯台 鹿児島県肝属郡肝付町（火埼）
- 臥蛇島灯台 鹿児島県鹿児島郡十島村（臥蛇島北端）
- 皆津埼灯台 鹿児島県大島郡瀬戸内町（皆津埼）
- 皆通埼灯台 鹿児島県大島郡瀬戸内町（皆通埼）
- 笠利埼灯台 鹿児島県奄美市（笠利埼）
- 喜志鹿埼灯台 鹿児島県西之表市（喜志鹿埼）
- 喜念埼灯台 鹿児島県大島郡伊仙町（喜念埼）
- 金見埼灯台 鹿児島県大島郡徳之島町（金見埼）
- 串木野港灯台 鹿児島県いちき串木野市（長崎）
- 高浜灯台 鹿児島県天草郡天草町（高浜鼻）
- 国頭岬灯台 鹿児島県大島郡和泊町（国頭岬）
- 今井埼灯台 鹿児島県大島郡竜郷町（今井埼）
- 佐多岬灯台 鹿児島県肝属郡南大隅町（大輪島）
- 薩摩沖ノ島灯台 鹿児島県いちき串木野市（沖ノ島）
- 薩摩黒島灯台 鹿児島県鹿児島郡三島村（黒島）
- 薩摩長崎鼻灯台 鹿児島県揖宿郡山川町（長崎鼻）
- 薩摩野間岬灯台 鹿児島県南さつま市（野間岬）
- 薩摩硫黄島灯台 鹿児島県鹿児島郡三島村（硫黄島）
- 山川港番所鼻灯台 鹿児島県山川港（番所鼻）
- 射手埼灯台 鹿児島県薩摩川内市（射手埼）
- 種子住吉灯台 鹿児島県西之表市（住吉岬）
- 種子島灯台 鹿児島県熊毛郡南種子町（竹崎）
- 小平瀬鼻灯台 鹿児島県阿久根市（小平瀬鼻）
- 神瀬灯台 鹿児島県鹿児島港（神瀬）
- 前瀬鼻灯台 鹿児島県南九州市（前瀬鼻）
- 曽津高埼灯台 鹿児島県大島郡瀬戸内町（曽津高埼）
- 草垣島灯台 鹿児島県南さつま市（草垣島）
- 待島灯台 鹿児島県出水郡長島町（待島）
- 待網埼灯台 鹿児島県大島郡瀬戸内町（待網埼）
- 大隅平瀬灯台 鹿児島県鹿児島郡十島村（大隅平瀬）
- 大山埼灯台 鹿児島県大島郡大和村（大山埼）
- 知林ヶ島灯台 鹿児島県指宿市（知林ヶ島）
- 中之島灯台 鹿児島県鹿児島郡十島村（中之島南東端）
- 長崎鼻灯台 鹿児島県出水郡長島町（長崎鼻）
- 鳥ノ巣山灯台 鹿児島県薩摩川内市（鳥ノ巣山）
- 釣掛埼灯台 鹿児島県薩摩川内市（釣掛埼）
- 島間埼灯台 鹿児島県熊毛郡南種子町（島間埼）
- 縄瀬鼻灯台 鹿児島県薩摩川内市上甑島（縄瀬鼻）
- 馬毛島灯台 鹿児島県西之表市馬毛島（馬毛島北端）
- 尾之間灯台 鹿児島県熊毛郡屋久島町（谷埼）
- 平土野港灯台 鹿児島県大島郡天城町（平土野港突堤西端）
- 片浦港灯台 鹿児島県南さつま市（片浦港防波堤上）
- 宝島荒木埼灯台 鹿児島県鹿児島郡十島村宝島（荒木埼）
- 峰ヶ埼灯台 鹿児島県南さつま市（峰ヶ埼）
- 蜂ノ島灯台 鹿児島県出水郡長島町（蜂ノ島）
- 坊ノ岬灯台 鹿児島県南さつま市（坊ノ岬）
- 名瀬港立神灯台 鹿児島県名瀬港（立神）
- 野埼灯台 鹿児島県熊毛郡屋久島町（口永良部島野埼）
- 与名間埼灯台 鹿児島県大島郡天城町（与名間埼）
- 与論港灯台 鹿児島県大島郡与論町
- 与論島赤埼灯台 鹿児島県大島郡与論町（赤埼）
- 里埼灯台 鹿児島県薩摩川内市（里埼）
- 立目埼灯台 鹿児島県肝属郡南大隅町（立目埼）
- 梵論瀬埼灯台 鹿児島県奄美市（梵論瀬埼）

## 防波堤灯台
- 阿久根港新港一文字防波堤南灯台 鹿児島県阿久根港（新港一文字防波堤南端）
- 阿久根港新港西防波堤灯台 鹿児島県阿久根港（新港西防波堤外端）
- 阿久根港西防波堤灯台 鹿児島県阿久根港（西防波堤外端）
- 安房港沖北防波堤東灯台 鹿児島県熊毛郡屋久島町（安房港沖北防波堤東端）
- 安房港北防波堤灯台 鹿児島県熊毛郡屋久島町（安房港北防波堤外端）
- 伊座敷港西防波堤灯台 鹿児島県肝属郡南大隅町（伊座敷港西防波堤外端）
- 伊座敷港南防波堤灯台 鹿児島県肝属郡南大隅町（伊座敷港南防波堤外端）
- 一湊港北防波堤灯台 鹿児島県一湊港(北防波堤外端)
- 浦田港沖防波堤灯台 鹿児島県西之表市（浦田港沖防波堤外端）
- 屋久島宮之浦港北防波堤灯台 鹿児島県熊毛郡屋久島町（宮之浦港北防波堤外端）
- 葛輪港西防波堤灯台 鹿児島県出水郡長島町（葛輪港西防波堤外端）
- 亀徳港新南防波堤灯台 鹿児島県大島郡徳之島町（亀徳港新南防波堤外端）
- 亀徳港南防波堤灯台 鹿児島県大島郡徳之島町（亀徳港南防波堤外端）
- 九州電力川内原子力発電所専用港北防波堤灯台 鹿児島県薩摩川内市（九州電力川内原子力発電所専用港北防波堤外端）
- 串木野港西防波堤南灯台 鹿児島県串木野港（西防波堤南端）
- 串木野港第2防波堤灯台 鹿児島県串木野港（第2防波堤外端）
- 串木野港第二防波堤灯台 鹿児島県串木野港（第二防波堤外端）
- 串木野港北防波堤灯台 鹿児島県串木野港（北防波堤外端）
- 熊野港防波堤灯台 鹿児島県熊毛郡中種子町（熊野港防波堤外端）
- 栗生港南防波堤灯台 鹿児島県熊毛郡屋久島町（栗生港南防波堤外端）
- 栗生港防波堤灯台 鹿児島県熊毛郡屋久島町（栗生港防波堤外端）
- 古仁屋港防波堤灯台 鹿児島県古仁屋港（防波堤外端）
- 口永良部港防波堤灯台 鹿児島県熊毛郡屋久島町（口永良部港防波堤北端）
- 黒之浜港南防波堤灯台 鹿児島県阿久根市（黒之浜港南防波堤外端）
- 甑長浜港東防波堤灯台 鹿児島県薩摩川内市（長浜港東防波堤北端）
- 甑平良港東防波堤灯台 鹿児島県薩摩川内市（平良港東防波堤外端）
- 甑平良港防波堤灯台 鹿児島県薩摩川内市（甑平良港防波堤外端）
- 今和泉港沖防波堤東灯台 鹿児島県指宿市（今和泉港沖防波堤東端）
- 根占港北防波堤灯台 鹿児島県肝属郡南大隅町（根占港北防波堤外端）
- 桜島港西防波堤灯台 鹿児島県鹿児島市（桜島港西防波堤外端）
- 薩摩硫黄島港沖防波堤西灯台 鹿児島県鹿児島郡三島村（硫黄島港沖防波堤西端）
- 薩摩硫黄島港南防波堤灯台 鹿児島県鹿児島郡三島村（硫黄島港南防波堤外端）
- 四港建名瀬港沖防波堤灯台 鹿児島県名瀬港（沖防波堤東端）
- 志布志港南防波堤灯台 鹿児島県志布志港（南防波堤東端）
- 志布志港防波堤灯台 鹿児島県志布志港（西側防波堤外端）
- 志布志国家石油備蓄基地東防波堤灯台 鹿児島県肝属郡肝付町（志布志国家石油備蓄基地東防波堤外端）
- 志布志国家石油備蓄基地南防波堤灯台 鹿児島県肝属郡肝付町（志布志国家石油備蓄基地南防波堤外端）
- 志布志石油備蓄基地東防波堤灯台 鹿児島県肝属郡肝付町（志布志石油備蓄基地東防波堤外端）
- 志布志石油備蓄基地南防波堤灯台 鹿児島県肝属郡肝付町（志布志石油備蓄基地南防波堤外端）
- 指江港南防波堤灯台 鹿児島県出水郡長島町（指江港南防波堤外端）
- 指江港防波堤北灯台 鹿児島県出水郡長島町（指江港防波堤北端）
- 指宿港東防波堤灯台 鹿児島県指宿市（指宿港東防波堤外端）
- 鹿屋港南防波堤灯台 鹿児島県鹿屋港（南防波堤外端）
- 鹿屋港北防波堤灯台 鹿児島県鹿屋港（北防波堤外端）
- 鹿児島県川内港西防波堤北灯台 鹿児島県川内港（西防波堤北端）
- 鹿児島県片浦港防波堤灯台 鹿児島県南さつま市（片浦港防波堤外端)
- 鹿児島県枕崎港沖防波堤東灯台 鹿児島県枕崎港（沖防波堤東端）
- 鹿児島港鴨池防波堤灯台 鹿児島県鹿児島港(鴨池防波堤外端)
- 鹿児島港新港南防波堤灯台 鹿児島県鹿児島港新港区（新港南防波堤外端）
- 鹿児島港新港北防波堤灯台 鹿児島県鹿児島港新港区（新港北防波堤外端）
- 鹿児島港谷山1区北防波堤灯台 鹿児島県鹿児島港（谷山1区北防波堤外端）
- 鹿児島港谷山2区東防波堤灯台 鹿児島県鹿児島港（谷山2区東防波堤南端）
- 鹿児島港谷山2区南防波堤灯台 鹿児島県鹿児島港谷山区（谷山2区谷山南防波堤外端）
- 鹿児島港南港南防波堤灯台 鹿児島県鹿児島港南港区（南防波堤外端）
- 鹿児島港本港南防波堤北灯台 鹿児島県鹿児島港本港区（南防波堤北端）
- 鹿児島港本港北防波堤灯台 鹿児島県鹿児島港（本港北防波堤外端）
- 鹿児島港木材港南防波堤灯台 鹿児島県鹿児島港外港（南防波堤外端）
- 鹿児島新港南防波堤灯台 鹿児島県鹿児島港（鹿児島新港南防波堤外端）
- 鹿児島新港北防波堤灯台 鹿児島県鹿児島港（鹿児島新港北防波堤外端）
- 鹿児島南港南防波堤灯台 鹿児島県鹿児島港（南港南防波堤外端）
- 鹿児島本港東A防波堤南仮設灯台 鹿児島県鹿児島港（東A防波堤南端）
- 鹿児島本港東A防波堤北仮設灯台 鹿児島県鹿児島港（東A防波堤北端）
- 鹿児島本港東B防波堤南仮設灯台 鹿児島県鹿児島港（東B防波堤南端）
- 鹿児島本港南防波堤北仮設灯台 鹿児島県鹿児島港（南防波堤北端）
- 鹿児島木材港南防波堤灯台 鹿児島県鹿児島港（木材港南防波堤外端）
- 手打港防波堤灯台 鹿児島県手打港（手打港防波堤外端)
- 庄司浦港南防波堤灯台 鹿児島県西之表市（庄司浦港南防波堤外端）
- JX喜入石油基地船だまり東防波堤灯台 鹿児島県喜入港（喜入船だまり東防波堤外端）
- JX喜入石油基地船だまり北防波堤灯台 鹿児島県喜入港（喜入船だまり北防波堤外端）
- 垂水港西防波堤灯台 鹿児島県垂水港（西防波堤外端）
- 垂水港南防波堤灯台 鹿児島県垂水港（南防波堤外端）
- 垂水南港王神防波堤南灯台 鹿児島県垂水市（垂水南港王神防波堤南端）
- 西之表港沖防波堤北灯台 鹿児島県西之表港（沖防波堤北端）
- 西之表港洲之崎防波堤灯台 鹿児島県西之表港（洲之崎防波堤外端）
- 西之表港西防波堤西灯台 鹿児島県西之表港（西防波堤南西端）
- 西之表港南防波堤灯台 鹿児島県西之表港（南防波堤外端）
- 西之表港防波堤灯台 鹿児島県西之表港（防波堤外端）
- 西之浜港南防波堤灯台 鹿児島県鹿児島郡十島村（西之浜港南防波堤外端）
- 川内港沖防波堤西灯台 鹿児島県川内港（沖防波堤西端）
- 川内港西防波堤南灯台 鹿児島県川内港（西防波堤南端）
- 川内港西防波堤北仮設灯台 鹿児島県川内港（西防波堤北端）
- 川内港西防波堤北灯台 鹿児島県川内港（西防波堤北端）
- 川内港南防波堤灯台 鹿児島県川内港（南防波堤外端）
- 前篭港沖防波堤北灯台 鹿児島県鹿児島郡十島村（前篭港沖防波堤北端）
- 前篭港防波堤灯台 鹿児島県鹿児島郡十島村（前篭港防波堤外端）
- 前籠港沖防波堤北灯台 鹿児島県鹿児島郡十島村（前籠港沖防波堤北端）
- 早町港東防波堤灯台 鹿児島県大島郡喜界町（早町港東防波堤外端）
- 大熊港D防波堤灯台 鹿児島県奄美市（大熊港D防波堤外端）
- 大根占港北防波堤灯台 鹿児島県大根占港（北防波堤外端）
- 大泊港防波堤灯台 鹿児島県大泊港（防波堤外端）
- 中甑港防波堤灯台 鹿児島県中甑港（防波堤外端）
- 中甑導流堤西灯台 鹿児島県薩摩川内市（中甑導流堤西端）
- 中甑導流堤灯台 鹿児島県薩摩川内市（中甑導流堤北西端）
- 長島宮ノ浦港防波堤西灯台 鹿児島県出水郡長島町（宮ノ浦港防波堤外端）
- 長島宮ノ浦港防波堤灯台 鹿児島県出水郡長島町（宮ノ浦港防波堤外端）
- 島間港沖防波堤灯台 鹿児島県島間港（沖防波堤外端）
- 内之浦港甲防波堤灯台 鹿児島県内之浦港（甲防波堤外端）
- 日本石油基地喜入船だまり東防波堤灯台 鹿児島県喜入港（喜入船だまり東防波堤外端）
- 日本石油基地喜入船だまり北防波堤灯台 鹿児島県揖宿郡喜入港（喜入船だまり北防波堤外端）
- 能野港北防波堤灯台 鹿児島県西之表市（能野港北防波堤外端）
- 能良港北防波堤灯台 鹿児島県西之表市（能良港北防波堤外端）
- 薄井港東防波堤灯台 鹿児島県出水郡長島町（薄井港東防波堤外端）
- 幣串港南防波堤灯台 鹿児島県出水郡長島町（幣串港南防波堤外端）
- 平土野港突堤灯台 鹿児島県大島郡天城町（平士野港突堤西端）
- 米ノ津港島堤灯台 鹿児島県米ノ津港（島堤北端）
- 米ノ津港北防波堤灯台 鹿児島県米ノ津港（北防波堤外端）
- 米ノ津港名護金比羅防波堤灯台 鹿児島県米ノ津港（名護漁港金比羅防波堤外端）
- 片浦港防波堤灯台 鹿児島県南さつま市（片浦港防波堤外端）
- 片側港西防波堤灯台 鹿児島県出水郡長島町（片側港西防波堤外端）
- 枕崎港西防波堤灯台 鹿児島県枕崎港（西防波堤外端）
- 枕崎港東防波堤灯台 鹿児島県枕崎港（東防波堤外端）
- 名護港防波堤灯台 鹿児島県米ノ津港（名護漁港防波堤外端）
- 名瀬港沖防波堤仮設灯台 鹿児島県名瀬港（沖防波堤外端）
- 名瀬港沖防波堤東仮設灯台 鹿児島県名瀬港（沖防波堤東端）
- 名瀬港西防波堤灯台 鹿児島県名瀬港（西防波堤外端）
- 名瀬港第二防波堤灯台 鹿児島県名瀬港（第二防波堤外端）
- 名瀬港東防波堤灯台 鹿児島県名瀬港（東防波堤外端）
- 名瀬港防砂堤灯台 鹿児島名瀬港（防砂堤外端）
- 里港沖防波堤北灯台 鹿児島県薩摩川内市（里港沖防波堤北端）
- 湾港北防波堤灯台 鹿児島県大島郡喜界町（湾港北防波堤外端）
- 藺牟田港沖防波堤東灯台 鹿児島県薩摩川内市（藺牟田港沖防波堤北東端）

## 照射灯
- 阿久根港倉津埼平瀬照射灯 鹿児島県阿久根港（阿久根港倉津埼灯台）
- 円埼クー瀬照射灯 鹿児島県薩摩川内市（円埼灯台）
- 金見埼トンバラ岩照射灯 鹿児島県大島郡徳之島町（金見埼灯台）
- 串木野港三ツ瀬照射灯 鹿児島県いちき串木野市（串木野港灯台）
- 串木野三ッ瀬照射灯 鹿児島県いちき串木野市（串木野港灯台）
- 小平瀬鼻平瀬照射灯 鹿児島県阿久根市（小平瀬鼻灯台）
- 蔵之元平瀬照射灯 鹿児島県出水郡長島町（戸島灯台の南東方約2.2キロメートル）
- 鳥ノ巣山ヘタノ瀬照射灯 鹿児島県薩摩川内市（鳥ノ巣山灯台）
- 竜郷港阿丹埼北東方照射灯 鹿児島県大島郡竜郷町（阿丹埼）

## 灯標
- 甑中瀬灯標 射手埼灯台（鹿児島県薩摩川内市）の東方約11キロメートル
- 薩摩ノー瀬灯標 小平瀬鼻灯台（鹿児島県阿久根市）の北西方約1.0キロメートル
- 山川港鵜ノ瀬灯標 鹿児島県山川港内（山川港番所鼻灯台の東北東方約980メートル）
- 山川港鵜瀬灯標 鹿児島県山川港（山川港番所鼻灯台の東北東方約980メートル）
- JX喜入石油基地第1号灯標 鹿児島県喜入港（4号原油桟橋南端の南方約1.6キロメートル）
- JX喜入石油基地第2号灯標 鹿児島県喜入港（4号原油桟橋南端の南方約1.1キロメートル）
- 日本石油基地喜入第1号灯標 鹿児島県喜入港内（4号原油桟橋南端の南方約1.6キロメートル）
- 日本石油基地喜入第2号灯標 鹿児島県喜入港内（4号原油桟橋南端の南方約1.1キロメートル）
- 瓢箪島灯標 鹿児島県出水郡長島町（瓢箪島）
- 坊ノ浦長瀬北灯標 寺ケ埼（鹿児島県南さつま市）の東方約200メートル
- 目吹瀬戸瓢箪島灯標 鹿児島県出水郡長島町（瓢箪島）

## 灯浮標
- 阿久根桑島北灯浮標 手埼（鹿児島県阿久根市（桑島））の北方約320メートル
- 阿久根港カヂカケ瀬南東灯浮標 鹿児島県阿久根港内（阿久根港倉津埼灯台の西方約770メートル）
- 伊唐瀬戸大曽根灯浮標 崩埼（鹿児島県出水郡長島町）の北東方約450メートル
- 喜入港灯浮標 鹿児島県喜入港内（日本石油基地喜入船だまり東防波堤灯柱の北東方約910メートル）
- 山川港沖灯浮標 鹿児島県山川港内（山川港番所鼻灯台の東方約1.7キロメートル）
- 志布志国家石油備蓄基地A灯浮標 志布志国家石油備蓄基地東防波堤灯台（鹿児島県肝属郡肝付町）の東方約2.7キロメートル
- 志布志国家石油備蓄基地B灯浮標 志布志国家石油備蓄基地東防波堤灯台（鹿児島県肝属郡肝付町）の東南東方約850メートル
- 志布志国家石油備蓄基地C灯浮標 志布志国家石油備蓄基地東防波堤灯台（鹿児島県肝属郡肝付町）の東北東方約960メートル
- 志布志石油備蓄基地A灯浮標 志布志石油備蓄基地東防波堤灯台（鹿児島県肝属郡肝付町）の東方約2.7キロメートル
- 志布志石油備蓄基地B灯浮標 志布志石油備蓄基地東防波堤灯台（鹿児島県肝属郡肝付町）の東南東方約850メートル
- 志布志石油備蓄基地C灯浮標 志布志石油備蓄基地東防波堤灯台（鹿児島県肝属郡肝付町）の東北東方約960メートル
- 鹿児島港谷山第1号灯浮標 鹿児島県鹿児島港外港内（鹿児島港谷山1区北防波堤灯台の南東方約570メートル）
- 鹿児島港谷山第2号灯浮標 鹿児島県鹿児島港第4区内（鹿児島港谷山1区北防波堤灯台の東南東方約350メートル）
- 鹿児島湾笠瀬灯浮標 大山埼（鹿児島県指宿市）の東南東方約1.4キロメートル
- 鹿児島湾口神瀬灯浮標 薩摩長崎鼻灯台（鹿児島県揖宿郡山川町）の南東方約4.4キロメートル
- 名瀬港第3号灯浮標 鹿児島県名瀬港内（名瀬港立神灯台の南南東方約1.7キロメートル）

## 導灯
- 湾港導灯（前灯） 鹿児島県大島郡喜界町（湾港ふとう灯台の南方約390メートル）
- 湾港導灯（後灯） 鹿児島県大島郡喜界町（前灯の南南東方約500メートル）
- 和泊港導灯（前灯） 鹿児島県大島郡和泊町
- 和泊港導灯（後灯） 鹿児島県大島郡和泊町（前灯の西北西方約50メートル）
- 与論港導灯（前灯） 鹿児島県大島郡与論町（与論港灯台の東南東方約1.2キロメートル）
- 与論港導灯（後灯） 鹿児島県大島郡与論町（前灯の南東方約45メートル）
- 赤木名港導灯（前灯） 鹿児島県奄美市（今井埼灯台の南東方約5.3キロメートル）
- 赤木名港導灯（後灯） 鹿児島県奄美市（前灯の南方約110メートル）
- 亀徳港導灯（前灯） 鹿児島県大島郡徳之島町
- 亀徳港導灯（後灯） 鹿児島県大島郡徳之島町（前灯の西北西方約130メートル）
- 伊延港導灯（前灯） 鹿児島県大島郡和泊町（伊延）
- 伊延港導灯（後灯） 鹿児島県大島郡和泊町（前灯の南東方約210メートル）

## 指向灯
- 熊野港指向灯 鹿児島県熊毛郡中種子町（浜田鼻の北西方約300メートル）
- 知名港指向灯 鹿児島県大島郡知名町（沖永良部島南端）
- 与論港供利指向灯 鹿児島県大島郡与論町（与論港灯台の南南東方約1.2キロメートル）

## 橋梁灯
- 伊唐大橋橋梁灯（C1灯） 薄井港東防波堤灯台（鹿児島県出水郡長島町）の南東方約1.2キロメートル
- 伊唐大橋橋梁灯（L1灯） 伊唐大橋橋梁灯（C1灯）の南西方約100メートル
- 伊唐大橋橋梁灯（P1灯） 伊唐大橋橋梁灯（C1灯）の南西方約120メートル
- 伊唐大橋橋梁灯（P2灯） 伊唐大橋橋梁灯（C1灯）の南西方約120メートル
- 伊唐大橋橋梁灯（P3灯） 伊唐大橋橋梁灯（C1灯）の北東方約120メートル
- 伊唐大橋橋梁灯（P4灯） 伊唐大橋橋梁灯（C1灯）の北東方約120メートル
- 伊唐大橋橋梁灯（R1灯） 伊唐大橋橋梁灯（C1灯）の北東方約100メートル
- 伊暦大橋橋梁灯（P4灯） 伊唐大橋橋梁灯（C1灯）の北東方約120メートル
- 黒之瀬戸大橋橋梁灯（C1灯） 黒之浜港南防波堤灯台（鹿児島県阿久根市）の北方約1.6キロメートル
- 黒之瀬戸大橋橋梁灯（C2灯） 黒之浜港南防波堤灯台（鹿児島県阿久根市）の北方約1.6キロメートル
- 黒之瀬戸大橋橋梁灯（L1灯） 黒之瀬戸大橋橋梁灯（C1灯）の北西方約50メートル
- 黒之瀬戸大橋橋梁灯（L2灯） 黒之瀬戸大橋橋梁灯（C2灯）の北西方約50メートル
- 黒之瀬戸大橋橋梁灯（R1灯） 黒之瀬戸大橋橋梁灯（C1灯）の南東方約50メートル
- 黒之瀬戸大橋橋梁灯（R2灯） 黒之瀬戸大橋橋梁灯（C2灯）の南東方約50メートル
- 甑1号橋橋梁灯（C1灯） 中甑導流堤灯台（鹿児島県薩摩川内市）の東方約65メートル
- 甑1号橋橋梁灯（C2灯） 鹿児島県薩摩川内市（甑1号橋東側面中央）
- 志布志国家石油備蓄基地柏原大橋橋梁灯（C1灯） 鹿児島県肝属郡肝付町（志布志国家石油備蓄基地柏原大橋北側面中央）
- 志布志国家石油備蓄基地柏原大橋橋梁灯（C2灯） 鹿児島県肝属郡肝付町（志布志国家石油備蓄基地柏原大橋南側面中央）
- 志布志国家石油備蓄基地柏原大橋橋梁灯（L1灯） 志布志国家石油備蓄基地柏原大橋橋梁灯（C1灯）の東北東方約20メートル
- 志布志国家石油備蓄基地柏原大橋橋梁灯（L2灯） 志布志国家石油備蓄基地柏原大橋橋梁灯（C2灯）の東北東方約20メートル
- 志布志国家石油備蓄基地柏原大橋橋梁灯（R1灯） 志布志国家石油備蓄基地柏原大橋橋梁灯（C1灯）の西南西方約20メートル
- 志布志国家石油備蓄基地柏原大橋橋梁灯（R2灯） 志布志国家石油備蓄基地柏原大橋橋梁灯（C2灯）の西南西方約20メートル
- 志布志石油備蓄基地柏原大橋橋梁灯（C1灯） 鹿児島県肝属郡肝付町（志布志石油備蓄基地柏原大橋北側面中央）
- 志布志石油備蓄基地柏原大橋橋梁灯（C2灯） 鹿児島県肝属郡肝付町（志布志石油備蓄基地柏原大橋南側面中央）
- 志布志石油備蓄基地柏原大橋橋梁灯（L1灯） 志布志石油備蓄基地柏原大橋橋梁灯（C1灯）の東北東方約20メートル
- 志布志石油備蓄基地柏原大橋橋梁灯（L2灯） 志布志石油備蓄基地柏原大橋橋梁灯（C2灯）の東北東方約20メートル
- 志布志石油備蓄基地柏原大橋橋梁灯（R1灯） 志布志石油備蓄基地柏原大橋橋梁灯（C1灯）の西南西方約20メートル
- 志布志石油備蓄基地柏原大橋橋梁灯（R2灯） 志布志石油備蓄基地柏原大橋橋梁灯（C2灯）の西南西方約20メートル

## 施設灯
- 下甑島西方浮漁礁施設灯 釣掛埼灯台（鹿児島県薩摩川内市）の西方約23キロメートル
- 喜界島南東沖浮魚礁施設灯 シツル埼灯台（鹿児島県大島郡喜界町）の南南東方約21キロメートル
- 与論港東沖浮魚礁施設灯 与論島赤埼灯台（鹿児島県大島郡与論町）の東方約38キロメートル

## シーバース灯
- 串木野港国家石油備蓄基地シーバース灯 鹿児島県串木野港（串木野港灯台の西北西方約3.2キロメートル）
- 串木野港石油備蓄シーバース灯 鹿児島県串木野港内（串木野港灯台の西北西方約3.2キロメートル）
- 志布志国家石油備蓄基地シーバース灯 鹿児島県肝属郡肝付町（志布志国家石油備蓄基地東防波堤灯台の東南東方約1.4キロメートル）
- JX喜入石油基地第1号シーバース灯 鹿児島県喜入港（JX喜入石油基地第1号シーバース中央）
- JX喜入石油基地第2号シーバース灯 鹿児島県喜入港（JX喜入石油基地第2号シーバース中央）
- JX喜入石油基地第3号シーバース灯 鹿児島県喜入港（JX喜入石油基地第3号シーバース中央）
- JX喜入石油基地第4号シーバース灯 鹿児島県喜入港（JX喜入石油基地第4号シーバース中央）
- 日本石油基地喜入1号シーバース灯 鹿児島県揖宿郡喜入町（鹿児島港谷山2区南防波堤灯台の南方約8.9キロメートル）
- 日本石油基地喜入2号シーバース灯 鹿児島県揖宿郡喜入町（鹿児島港谷山2区南防波堤灯台の南方約9.2キロメートル）
- 日本石油基地喜入3号シーバース灯 鹿児島県揖宿郡喜入町（鹿児島港谷山2区南防波堤灯台の南方約9.6キロメートル）
- 日本石油基地喜入4号シーバース灯 鹿児島県揖宿郡喜入町（鹿児島港谷山2区南防波堤灯台の南方約10キロメートル）

## 無線方位信号所
- 甑中瀬無線方位信号所 鹿児島県薩摩川内市（甑中瀬灯標）
- 佐多岬無線方位信号所 鹿児島県肝属郡南大隅町（佐多岬灯台）

## ディファレンシャルGPS局
- 吐噶喇中之島ディファレンシャルGPS局 鹿児島県鹿児島郡十島村（中之島）